# قوزیجاق سفلی
قوزیجاق سفلی یک روستا در ایران است که در دهستان انگوران واقع شده‌است. قوزیجاق سفلی ۱۶۵ نفر جمعیت دارد.